# Marcelo (Fußballspieler, 1988)
Marcelo (* 12. Mai 1988 in Rio de Janeiro; voller Name Marcelo Vieira da Silva Júnior) ist ein ehemaliger brasilianischer Fußballspieler. Er stand zuletzt bei Fluminense Rio de Janeiro unter Vertrag und wurde vor allem als Linksverteidiger eingesetzt. Mit insgesamt 25 Titeln ist er der erfolgreichste Spieler in der Vereinsgeschichte von Real Madrid. Er gewann fünf Mal die UEFA Champions League und sechs Mal die spanische Meisterschaft.

## Karriere

### Fluminense Rio de Janeiro
Der aus bescheidenen Verhältnissen stammende Marcelo, der in seiner Jugend den Hallensport Futsal dem Feldfußball vorzog, kam mit 13 Jahren in den Nachwuchs von Fluminense Rio de Janeiro. Aufgrund finanzieller Schwierigkeiten – seine Familie konnte sich die Kosten für den Bustransport zum Training nicht leisten – überlegte er, die Fußballschuhe an den Nagel zu hängen. Mit Unterstützung seines Großvaters Pedro konnte er jedoch seine Laufbahn fortsetzen. Sein Debüt in der Meisterschaft absolvierte Marcelo am 13. November 2005 in einem Spiel gegen Vasco da Gama. Ab der Saison 2006 wurde er zu einem festen Bestandteil der ersten Mannschaft und am Ende der Spielzeit als bester linker Außenverteidiger in die Auswahl des Jahres gewählt.

### Real Madrid

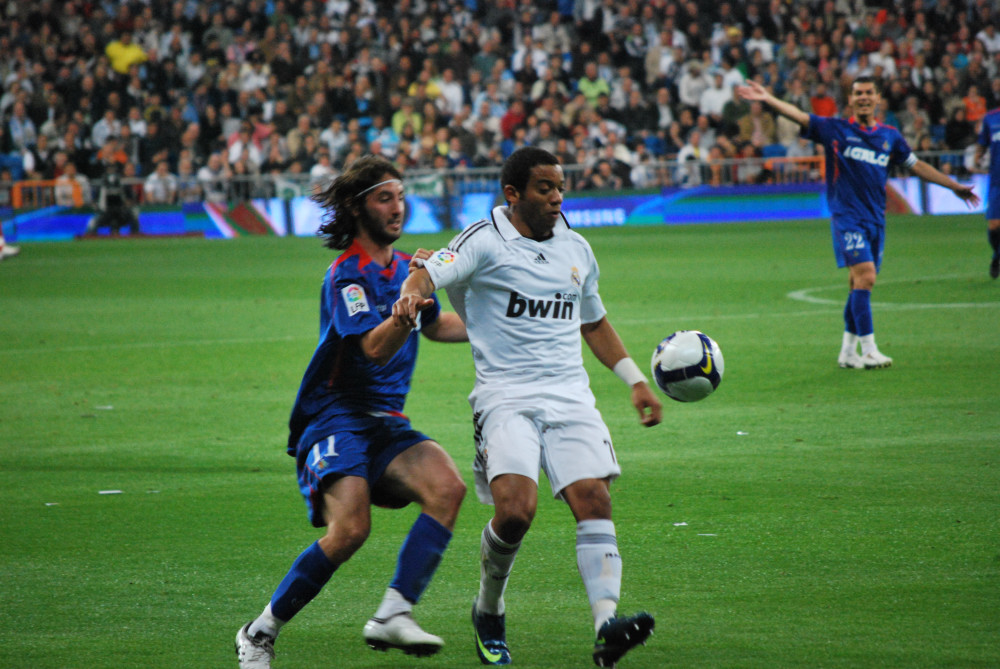
Marcelo im Zweikampf mit Esteban Granero.

Nach seiner starken Saison 2006 wechselte der damals 18-Jährige im Januar 2007 zum spanischen Club Real Madrid. In Madrid sollte er den in die Jahre gekommenen Roberto Carlos ersetzen. Sein Debüt für Real gab Marcelo am 7. Januar 2007 in einem Ligaspiel gegen Deportivo La Coruña. Insgesamt kam er in der Rückrunde der Saison 2006/07 auf sechs Einsätze, Real Madrid wurde Meister.
Nach Roberto Carlos’ Abgang im Sommer 2007 teilte sich Marcelo die Position des linken Außenverteidigers mit dem routinierten Argentinier Gabriel Heinze. Unter dem deutschen Trainer Bernd Schuster brachte er es auf 32 Wettbewerbsspiele und überzeugte insbesondere durch seine Offensivqualitäten, während sein Abwehrverhalten häufig in der Kritik stand. Mit seinem Klub verteidigte er in diesem Jahr den Meistertitel in der Liga erfolgreich.
Unter dem spanischen Coach Juande Ramos, der Schuster während der Saison 2008/09 ersetzte, wechselte Marcelo ins linke Mittelfeld und erzielte bis zum Ende der Meisterschaft seine ersten vier Tore im Dress der Madrilenen. Auch im folgenden Jahr unter Manuel Pellegrini lief der Brasilianer vornehmlich auf der Position des Flügelspielers auf und steuerte in 43 Pflichtspielen vier Treffer und neun Vorlagen bei.
Als im Sommer 2010 der portugiesische Trainer José Mourinho von Real Madrid verpflichtet wurde und dieser im Laufe der Transferperiode den Wunsch äußerte, einen Ersatz für Marcelo zu verpflichten, schien die Zukunft des Brasilianers bei Real ungewiss. Nachdem jedoch der Transfer seines Wunschspielers Maicon gescheitert war, schenkte Mourinho Marcelo das Vertrauen. Er entwickelte sich insbesondere in defensiver Hinsicht weiter, ohne jedoch auf seine häufigen temporeichen Gegenstöße zu verzichten, bei denen er vor allem durch seine Schnelligkeit und technischen Qualitäten besticht. Auch nachdem Real Madrid zur Saison 2011/12 den Linksverteidiger Fábio Coentrão verpflichtete, behauptete sich Marcelo und gewann nach 32 Ligaeinsätzen seinen dritten Meistertitel. Darüber hinaus wurde er am Saisonende als weltweit bester Spieler auf seiner Position erstmals in die FIFA FIFPro World XI gewählt. In der darauffolgenden Spielzeit bestritt er verletzungsbedingt nur 19 Pflichtspiele.
Unter Trainer Carlo Ancelotti kämpfte sich Marcelo in der Saison 2013/14 nach überstandener Verletzung zurück in die Stammformation und gewann zum zweiten Mal den spanischen Pokal sowie erstmals die UEFA Champions League. Dabei schoss er in der Verlängerung des Endspiels gegen Atlético Madrid das vorentscheidende Tor zum 3:1. Im Anschluss verlängerte Marcelo seinen Vertrag bis 2020 und etablierte sich endgültig als einer der weltweit besten Linksverteidiger. Zwischen 2015 und 2019 wurde er fünf weitere Male in die FIFA FIFPro World XI aufgenommen. Im September 2017 verlängerte er seinen Vertrag nochmals bis 2022. Unter Trainer Zinédine Zidane war er eine der Säulen der Mannschaft, die dreimal in Folge die UEFA Champions League, eine Meisterschaft, eine Supercopa sowie je zweimal die FIFA-Klub-WM und den UEFA Super Cup gewann.
Nach dem Abgang von Sergio Ramos zu Paris Saint-Germain wurde Marcelo zur Saison 2021/22 als nun dienstältester Spieler des Klubs zum neuen Mannschaftskapitän ernannt. Seinen Stammplatz als linker Verteidiger hatte er zu diesem Zeitpunkt jedoch bereits an Ferland Mendy verloren. Mit dem Gewinn der Meisterschaft feierte Marcelo in jener Spielzeit seinen 24. Titelgewinn mit Real Madrid und übertraf damit die Bestmarke von Francisco Gento (23). Am Saisonende folgte mit dem Triumph in der Champions League 2021/22 der 25. Titel. Im Anschluss gab er bekannt, den Verein mit Ablauf seines Vertrages zu verlassen. Am 13. Juni 2022 wurde er offiziell verabschiedet.

### Olympiakos Piräus und Rückkehr zu Fluminense
Am 2. September 2022 wechselte Marcelo zu Olympiakos Piräus. Mitte Februar 2023 beendete Marcelo vorzeitig seinen Vertrag mit den Griechen. Am 24. Februar gab Fluminense, Marcelos Jugend- und erster Profiklub, bekannt, einen Kontrakt mit ihm bis Jahresende 2024 geschlossen zu haben.
Mit Fluminense gewann er sowohl die Staatsmeisterschaft von Rio de Janeiro 2023 als auch die Copa Libertadores 2023. Letzteres war der erste Triumph in diesem Wettbewerb in Fluminenses Vereinsgeschichte. Im November 2024 wurde sein Vertrag bei Fluminense aufgelöst.
Am 6. Februar 2025 gab er sein Karriereende bekannt.

### Nationalmannschaft

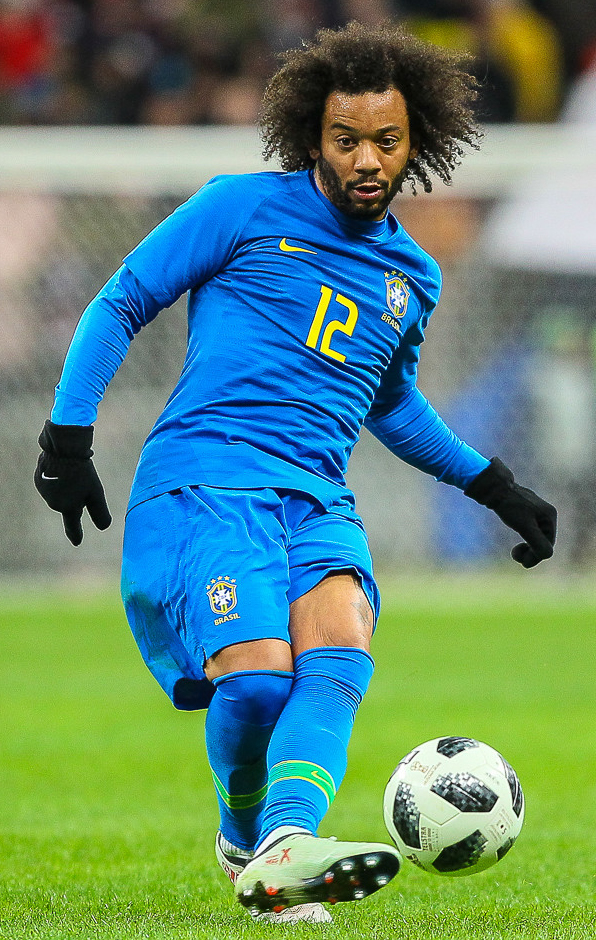
Marcelo (März 2018)

Als Junior konnte Marcelo mit der brasilianischen U-17 im Jahr 2005 die Südamerikameisterschaft gewinnen, er selbst brachte es in sechs Einsätzen auf drei Tore. Im Anschluss bestritt er die U-17-WM, bei der die Seleção erst im Finale an Mexiko scheiterte.
Am 5. September 2006 debütierte der damals 18-jährige Marcelo in der brasilianischen A-Nationalmannschaft und erzielte bereits bei seinem ersten Auftritt gegen Wales seinen ersten Treffer. Auch stand er im Aufgebot Brasiliens für die U20-Weltmeisterschaft 2007.
Bei den Olympischen Sommerspielen 2008 gewann Marcelo mit der brasilianischen Mannschaft die Bronzemedaille. Im Viertelfinale gegen Kamerun erzielte er in der Verlängerung den Treffer zum 2:0-Endstand.
Unter dem neuen Nationaltrainer Mano Menezes, der das Amt nach der WM 2010 von Dunga übernahm, wurde Marcelo zunächst wieder berücksichtigt, da dieser bei Real Madrid eine starke Saison spielte. Im Kader zur Copa América 2011 in Argentinien stand er aus disziplinarischen Gründen allerdings nicht. Marcelo schickte kurz nach seiner Absage für das Testspiel Ende März gegen Schottland aufgrund von Rückenschmerzen versehentlich eine Mail an den Trainer der Seleção. Darin erklärte er, dass die Sache mit der Nationalelf geregelt sei und er dem Klub, womit sein Verein Real Madrid gemeint ist, nun zur Verfügung stehe. Den Vorfall bestätigte Menezes in einer brasilianischen Talkshow. Real Madrid nahm daraufhin Marcelo in Schutz und erklärte, dass dieser die Verletzung nicht vorgetäuscht habe, sondern an einer Rippenprellung gelitten habe. Diese Verletzung sei ihm von den Medizinern der Nationalmannschaft und den Mannschaftsärzten von Real Madrid bescheinigt worden. Bereits zum Testspiel gegen Ghana am 5. September 2011 wurde Marcelo begnadigt.
Auch 2012 nahm er als einer von drei älteren Spielern mit der Olympiamannschaft an den Olympischen Spielen in London teil, bei denen Brasilien zum ersten Mal die Goldmedaille gewinnen wollte. Im Finale musste sich Brasilien aber mit 1:2 der mexikanischen Mannschaft geschlagen geben. Marcelo kam in allen sechs Spielen zum Einsatz und ist nun mit zwölf Spielen zusammen mit Bebeto und Neymar brasilianischer Rekordspieler bei Olympischen Spielen.
Marcelo wurde auch für die Weltmeisterschaft 2014 im eigenen Land berufen. Im Eröffnungsspiel verursachte er gegen Kroatien ein Eigentor, das zugleich das erste Tor des Turniers war. Dennoch gewann die Mannschaft das Spiel mit 3:1.

## Erfolge und Auszeichnungen

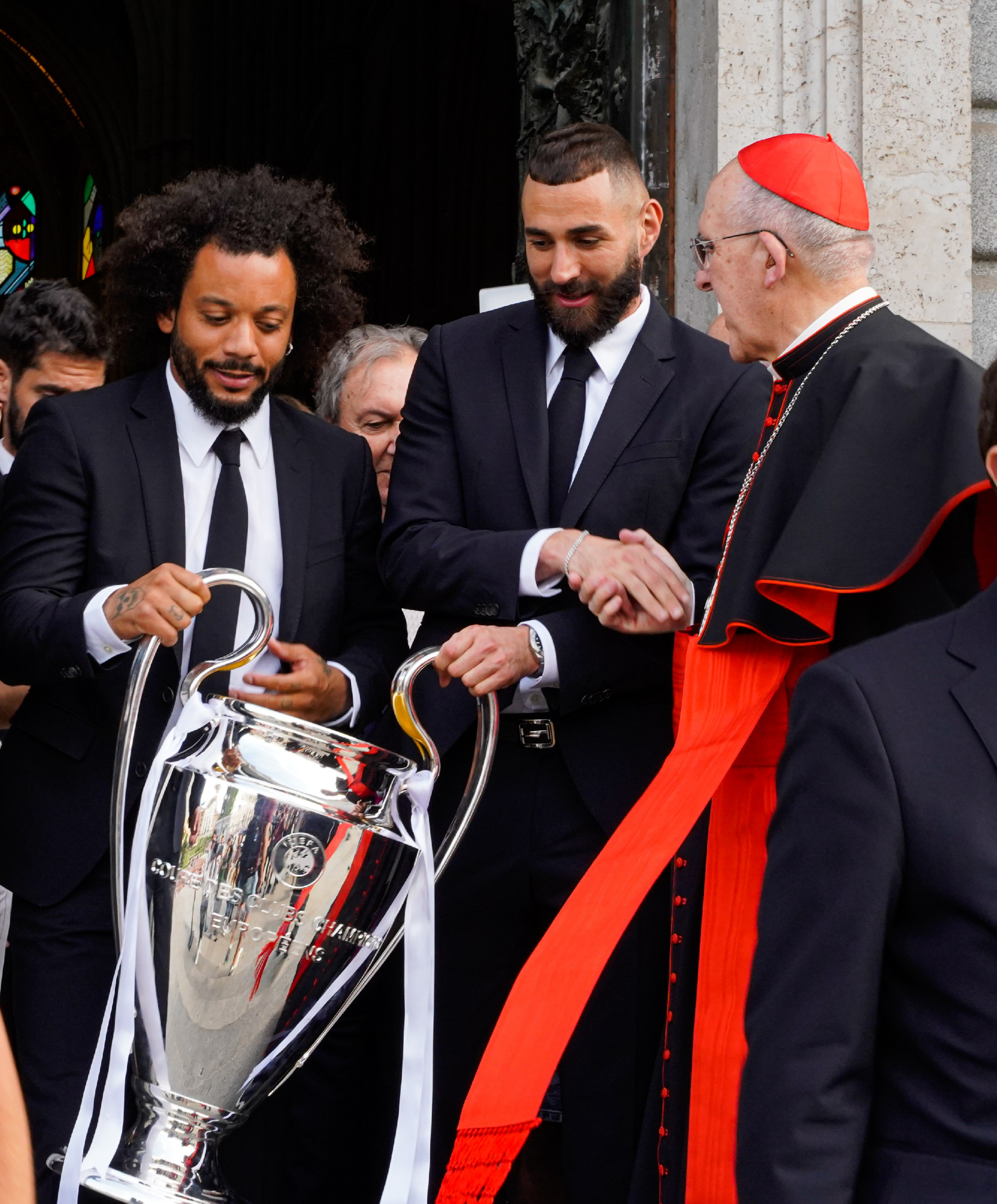
Marcelo, Karim Benzema (m.) und Carlos Osoro Sierra (r.) nach dem Champions-League-Sieg 2022

### Verein
Real Madrid
- Champions-League-Sieger (5): 2014, 2016, 2017, 2018, 2022
- Klub-Weltmeister (4): 2014, 2016, 2017, 2018
- UEFA-Super-Cup-Sieger (3): 2014, 2016, 2017
- Spanischer Meister (6): 2007, 2008, 2012, 2017, 2020, 2022
- Spanischer Pokalsieger (2): 2011, 2014
- Spanischer Supercupsieger (5): 2008, 2012, 2017, 2020, 2021

Fluminense Rio de Janeiro
- Copa-Libertadores-Sieger: 2023
- Recopa-Sudamericana-Sieger: 2024
- Staatsmeister von Rio de Janeiro (2): 2005, 2023

### Nationalmannschaften
A-Nationalmannschaft
- Confed-Cup-Sieger: 2013

U-Nationalmannschaften
- Medaillen bei den Olympischen Spielen (2): Bronze 2008, Silber 2012
- U17-Südamerikameister: 2005

### Auszeichnungen
- FIFA FIFPro World XI (6): 2012, 2015, 2016, 2017, 2018, 2019
- UEFA Team of the Year (3): 2011, 2017, 2018
- ESM-Team des Jahres (2): 2016, 2017
- Dream Team der Weltmeisterschaft 2014
- Auswahl des Jahres (Brasileirão): 2006

## Persönliches
Marcelo wuchs in Rio de Janeiro, im Stadtteil Catete, als Sohn eines Feuerwehrmanns und einer Lehrerin auf. Er ist mit seiner Jugendfreundin Clarice verheiratet und hat mit ihr zwei Söhne, Enzo (* 2009) und Liam (* 2015).
Wie bekannt gegeben wurde, erwarb Marcelo im Dezember 2021 den portugiesischen Zweitligisten CD Mafra. Er soll für den Kauf eine Summe von 7,5 Millionen Euro aufgewendet haben. Zu dem Zeitpunkt war er bereits im Besitz des Azuriz FC, einem unterklassigen brasilianischen Klub aus Pato Branco.